# Monthly Afternoon
Monthly Afternoon (月刊アフタヌーン, Gekkan afutanūn) est un magazine de prépublication de mangas mensuel de type seinen publié par Kōdansha.
Chaque numéro offre environ 30 histoires (de différents auteurs) sur plus de 800 pages. Afternoon a publié plusieurs séries célèbres telles que Ah! Megami-sama, Mugen no Jūnin et Vinland Saga
En 2008, un magazine dérivé, Good! Afternoon, est créé.

## Mangas publiés dans leMonthly Afternoon
|  | Manga en inactivité |

| Titre                                                                                                 | Auteur                                                           | Première publication |
| --- | ---------------------------------------------------------------- | -------------------- |
| A Journey beyond Heaven (天国大魔境, Tengoku Daimakyō)                                                | Masakazu Ishiguro                                                | janvier 2019         |
| Aa Shūkatsu no Megami-sama (ああっ就活の女神さまっ)                                                   | Kumichi Yoshizuki (dessin), Uhei Aoki (scénario)                 | 25 janvier 2018      |
| Aono-kun ni Sawaritai kara Shinitai (青野くんに触りたいから死にたい)                                  | Umi Shiina                                                       | décembre 2016        |
| Bitter End Roll (ビターエンドロール, Bitā endo rōru)                                                  | Sakura Shun                                                      | juin 2021            |
| Blue Period (ブルーピリオド, Burū Piriodo)                                                            | Yamaguchi Tsubasa                                                | juin 2017            |
| Born to Be On Air! (波よ聞いてくれ, Nami yo kiitekure)                                                | Hiroaki Samura                                                   | juillet 2014         |
| Darwin's Incident (ダーウィン事変, Dāwin Jihen)                                                       | Umezawa Shun                                                     | juin 2020            |
| The Decagon House Murders (十角館の殺人, Jū Kakukan no Satsujin)                                      | Hiro Kiyohara (dessin), Yukito Ayatsuji (scénario)               | septembre 2019       |
| L'Ère des Cristaux (宝石の国, Hōseki no kuni)                                                         | Haruko Ichikawa                                                  | octobre 2012         |
| Fragile (フラジャイル, Fragile: Byōrii Kishi Keiichirō no Shoken)                                     | Saburō Megumi (dessin), Bin Kusamizu (scénario)                  | juin 2014            |
| L'Habitant de l'infini - Bakumatsu Arc (無限の住人～幕末ノ章～, Mugen no Jūnin ~ Nakumatsu no Fumi ~) | Ryū Suenobu (dessin), Kenji Takigawa / Hiroaki Samura (scénario) | mai 2019             |
| Hashikko Ensemble (はしっこアンサンブル, Hashikko Ansanburu)                                          | Shimoku Kio                                                      | février 2018         |
| Heavenly Delusion (天国大魔境, Tengoku Daimakyō)                                                      | Masakazu Ishiguro                                                | janvier 2018         |
| Historiē (ヒストリエ, Hisutorie)                                                                      | Hitoshi Iwaaki                                                   | janvier 2003         |
| Inui to Tatsumi -Siberia Shuppei Hishi- (乾と巽 -ザバイカル戦記-)                                     | Yoshikazu Yasuhiko                                               | septembre 2018       |
| Issak (イサック, Isakku)                                                                              | DOUBLE-S (dessin), Shinji Makari (scénario)                      | janvier 2017         |
| Maō no Kikan (魔王の帰還)                                                                             | Nori Arashiyama (dessin), Michi Ichiho (scénario)                | avril 2021           |
| Medalist (メダリスト, Medarisuto)                                                                     | Tsurumaikada                                                     | mai 2020             |
| Mō, shimasen kara 〜 Ritsushi Aoun 〜 (もう、しませんから。 〜青雲立志編〜)                           | Hideo Nishimoto                                                  | janvier 2020         |
| Ōkiku Furikabutte (おおきく振りかぶって)                                                              | Asa Higuchi                                                      | septembre 2003       |
| Pu-Neko (プ〜ねこ)                                                                                    | Kitamichi Masayuki                                               | 2004                 |
| Q, what is love? (Q、恋ってなんですか？, Q, kotte nan desu ka?)                                       | Fiok Lee                                                         | avril 2021           |
| Raise wa Tanin ga Ī (来世は他人がいい)                                                                | Asuka Konishi                                                    | août 2017            |
| Satoshi Karasuya is back (帰ってきたカラスヤサトシ, Kaettekita Karasuya Satoshi)                      | Karasuya Satoshi                                                 | janvier 2018         |
| Sing a Bit of Harmony (アイの歌声を聴かせて, Ai no Utagoe o Kikasete)                                 | Megumu Maeda (dessin), Yasuhiro Yoshiura (scénario)              | juin 2021            |
| Skip and Loafer (スキップとローファー, Sukippu to Rōfā)                                               | Misaki Takamatsu                                                 | août 2018            |
| Spotlight (スポットライト, Supottoraito)                                                              | Miura Fu                                                         | juillet 2020         |
| Tengu no Daidokoro (天狗の台所)                                                                       | Ai Tanaka                                                        | septembre 2021       |
| Toppū GP (トップウGP)                                                                                 | Kōsuke Fujishima                                                 | mai 2016             |
| Under 3 (アンダー3, Andā 3)                                                                           | Shunji Enomoto                                                   | avril 2014           |
| Vinland Saga (ヴィンランド･サガ, Vinrando Saga)                                                       | Makoto Yukimura                                                  | avril 2005           |
| Wandance (ワンダンス, Wandansu)                                                                       | Coffee                                                           | janvier 2019         |
| Wandering Island (冒険エレキテ島, Bōken Erekite-tō)                                                   | Kenji Tsuruta                                                    | septembre 2011       |